# Старомурадимівська печера
Старомурадимівська (рос. Старомурадымовская) — печера в Башкортостані, Росія. Печера комплексного (горизонтально-вертикального) типу простягання. Загальна протяжність — 210 м. Глибина печери становить 18 м. Категорія складності проходження ходів печери — 1. Печера відноситься до Приїкського підрайону Бєлорецького району Зілаїрської області Центральноуральської спелеологічної провінції.